# Ahmed Ben Moslah
Ahmed Ben Moslah (6 de enero de 1995) es un deportista tunecino que compite en atletismo adaptado. Ganó dos medallas en los Juegos Paralímpicos de Verano, plata en Tokio 2020 y plata en París 2024.

## Palmarés internacional
| Juegos Paralímpicos | Juegos Paralímpicos | Juegos Paralímpicos | Juegos Paralímpicos |
| Año                 | Lugar               | Medalla             | Prueba              |
| ------------------- | ------------------- | ------------------- | ------------------- |
| 2020                | Tokio (Japón)       | Medalla de plata    | Peso F37            |
| 2024                | París (Francia)     | Medalla de plata    | Peso F37            |